# Fričovce
Fričovce (deutsch Friedrichsdorf, ungarisch Frics) ist ein Ort und eine Gemeinde in der Ostslowakei, mit 1117 Einwohnern (Stand 31. Dezember 2024). Sie liegt im Okres Prešov, einem Teil des Prešovský kraj.

## Geographie

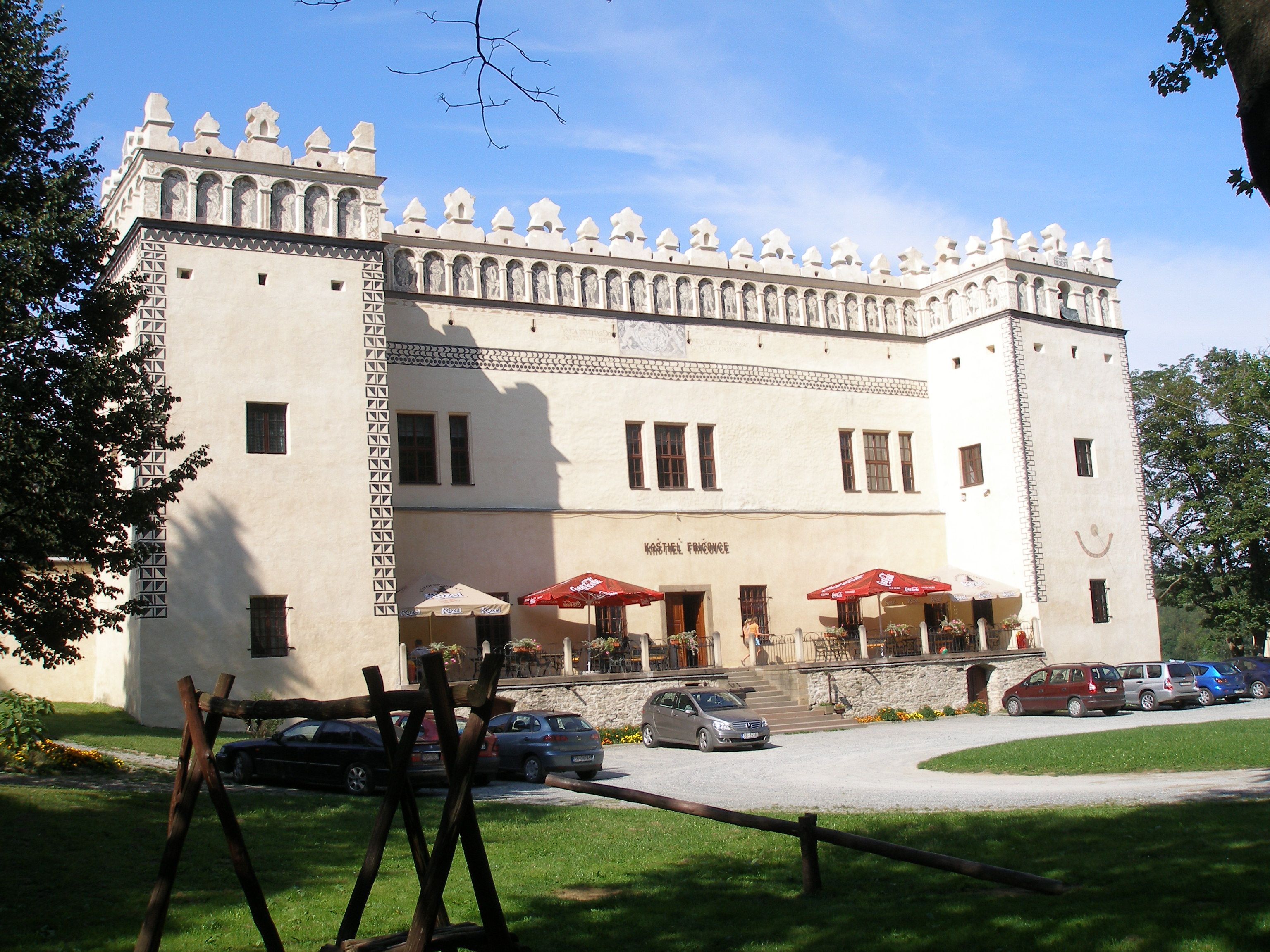
Landschloss in Fričovce

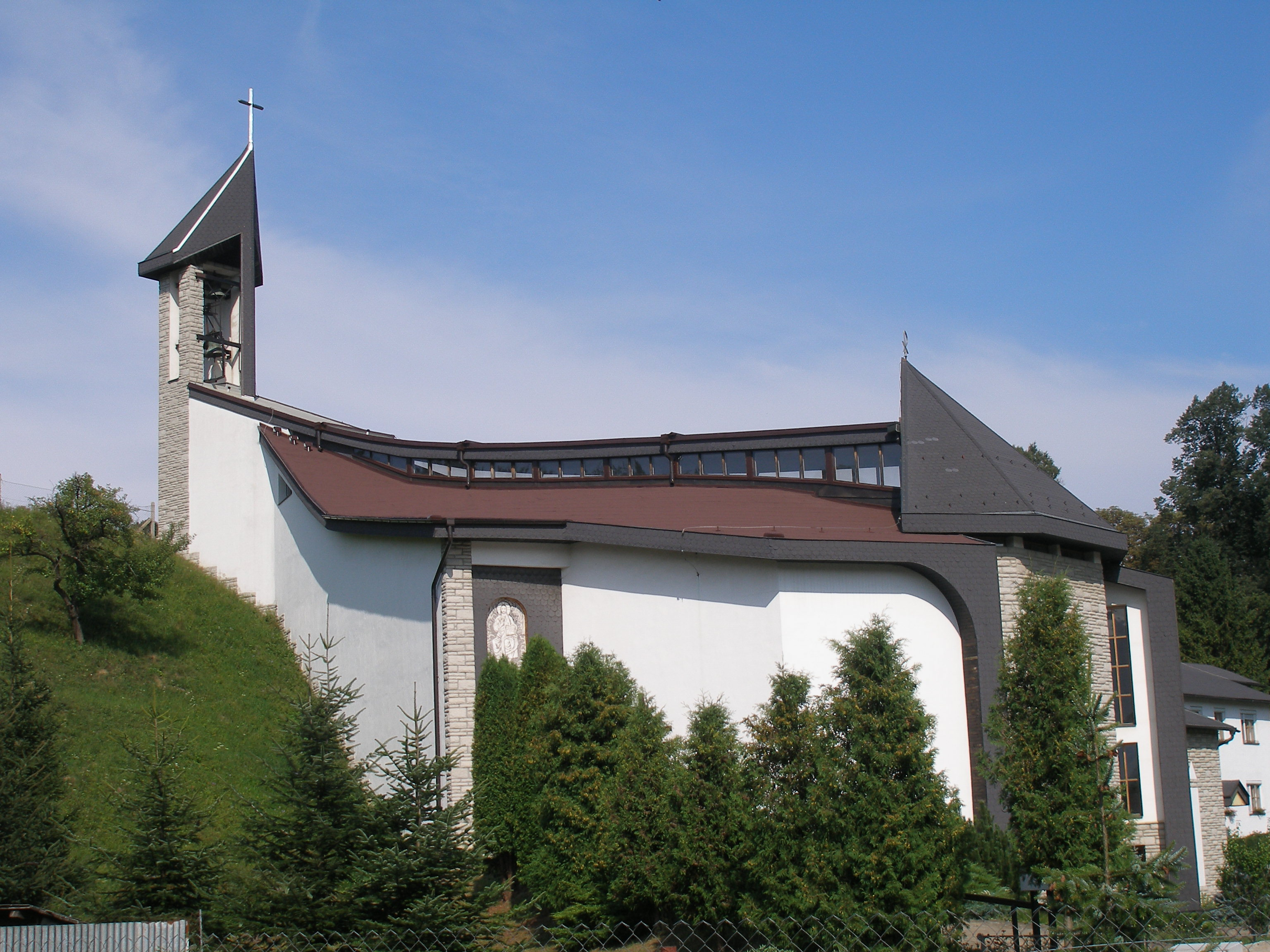
Kirche der Kaschauer Märtyrer

Die Gemeinde liegt im Bergland Šarišská vrchovina am Fluss Svinka, östlich des Mittelgebirges Branisko, 22 Kilometer westlich von Prešov gelegen.

## Geschichte
Der Ort wurde gegen 1300 gegründet und wird zum ersten Mal 1320 erwähnt. 1828 sind 73 Häuser und 540 Einwohner verzeichnet.

## Bevölkerung
| Jahr                | 1994 | 2004    | 2014    | 2024    |
| ------------------- | ---- | ------- | ------- | ------- |
| Anzahl der Personen | 1060 | 1079    | 1116    | 1117    |
| Unterschied         |      | +1,79 % | +3,42 % | +0,08 % |

| Jahr                | 2023 | 2024    |
| ------------------- | ---- | ------- |
| Anzahl der Personen | 1133 | 1117    |
| Unterschied         |      | −1,41 % |

## Sehenswürdigkeiten
- römisch-katholische Bartholomäuskirche aus dem Jahr 1734
- römisch-katholische Kirche der Kaschauer Märtyrer aus dem Jahr 1994
- Renaissance-Landschloss aus dem Jahr 1630

## Persönlichkeiten
- Imre Ghillány (1860–1922), Politiker und Minister